# Самулки Великі
Самулки Великі (Самулкі-Дуже, пол. Samułki Duże) — село в Польщі, у гміні Вишки Більського повіту Підляського воєводства. Населення — 132 особи (2011).

## Назва
Назва села походить від імені Самуїл (Самійло).

## Географія
Розташоване над річкою Нарвою.

## Історія
Вперше згадується 1524 року. У 1975—1998 роках село належало до Білостоцького воєводства.

## Демографія
Демографічна структура станом на 31 березня 2011 року:
|          | Загалом | Допрацездатний вік | Працездатний вік | Постпрацездатний вік |
| -------- | ------- | ------------------ | ---------------- | -------------------- |
| Чоловіки | 71      | 13                 | 42               | 16                   |
| Жінки    | 61      | 16                 | 21               | 24                   |
| Разом    | 132     | 29                 | 63               | 40                   |